# This Is It (노래)
〈This Is It〉은 미국의 싱어송라이터인 마이클 잭슨과 캐나다의 싱어송라이터인 폴 앵카가 함께 작사, 작곡한 곡이다. 이 곡은 전자에 의해 녹음되었고 2009년 콘서트 다큐멘터리 《마이클 잭슨의 디스 이즈 잇》에 반주하는 음반 《Michael Jackson's This Is It》 (2009년)의 수록곡으로 수록되었다.
2009년 6월 25일 잭슨이 세상을 떠난 지 4개월 만인 2009년 10월 12일 잭슨의 공식 웹사이트를 통해 전세계로 초연되었다. 소니 뮤직 엔터테인먼트는 프로모션 기간 동안 이 곡을 "새로운 싱글"이라고 언급했지만, 이후 이 곡은 방송용으로만 보내질 것이며, 싱글 음반으로는 구매할 수 없다는 것이 확인되었다. 앵카에 따르면, 이 곡은 1983년에 녹음되었고, 앵카의 《Walk a Fine Line》 음반에 〈I Never Heard〉라는 제목으로 잭슨과 듀엣곡으로 쓰려고 했지만, 이 계획은 무산되었다. 이후 사-파이어는 음반 《I Wasn't Born Yesterday》 (1991년)의 트랙을 녹음했다. 이 곡의 듀엣 버전은 앵카의 2013년 듀엣 음반에 실렸다. 《This Is It》 음반을 만드는 동안 잭슨의 데모 버전이 발견되었다. 그리고 나서 그의 형제들의 보컬과 추가 악기가 녹음에 추가되었다.
팝 발라드인 이 악기는 피아노, 기타, 타악기, 현을 포함한다. 팝 발라드로 스타일링된 잭슨 버전은 그가 빌보드 핫 어덜트 컨템포러리 차트에 17년 만에 처음으로 차트에 오른 곡이었다. 이 곡은 비평가들로부터 대체적으로 호평을 받았고 세계적으로 좋은 차트 공연을 즐겼다. 이 곡은 일본과 스페인 차트에서 20위 안에 들었고, 빌보드 미국 어덜트 컨템포러리와 R&B/힙합 노래 차트에서 모두 18위로 정점을 찍었다. 2011년 그래미 어워드 후보에 올랐다. 이 노래에는 스파이크 리가 연출한 뮤직 비디오도 곁들여졌는데, 이 뮤직 비디오는 잭슨이 어렸을 때 찍은 영상, 그의 활동 내내 찍은 영상, 전 세계 팬들의 헌정 장면으로 구성되어 있다.

## 배경
비록 이름은 공유했지만 2009년 콘서트 다큐멘터리 《마이클 잭슨의 디스 이즈 잇》에서 의도적으로 만들어진 곡은 아니며, 〈This Is It〉은 녹음 아티스트 폴 앵카와 마이클 잭슨이 썼고, 1983년 앵카의 캘리포니아 녹음 스튜디오에서 이 곡의 데모 버전이 녹음되었다. 이 곡은 1983년 당시 그가 녹음하던 앵카의 듀엣 음반 《Walk a Fine Line》에 수록될 예정이었다.

## 발매
2009년 9월 13일, 영화 《마이클 잭슨의 디스 이즈 잇》을 홍보하기 위해 "시크릿 마이클 잭슨 싱글"이 제작되고 있으며, 이는 영화 개봉과 동시에 이 곡의 발매가 이루어질 것이라는 보도가 있었다. 보도에 따르면 잭슨이 그의 계획된 콘서트를 위해 이 곡을 발표할 계획이었으나 그가 사망한 후 캘리포니아주 로스앤젤레스의 프로듀서들이 오케스트라 반주로 보컬을 리믹스하기로 결정할 때까지 보류되었다. 9월 23일, 소니 뮤직 엔터테인먼트는 〈This Is It〉이라는 제목의 노래를 싱글로 발매할 계획이라고 발표했다. 이 곡은 잭슨의 형제들의 백 보컬을 담기 위한 곡으로, 두 장의 디스크 음반 《This Is It》에 수록될 예정이다. 이 곡은 영화 제작의 엔딩 크레딧 때 피처링 될 것이라는 사실도 확인되었다. 소니는 이 보도에 대해 곧 있을 콘서트 시리즈의 제목이 〈This Is It〉인 것은 우연이라고 밝히며, 그가 이 곡을 발표할 계획이 있었다는 증거가 없다고 설명했다. 그러나 잭슨 소유지의 대표인 존 매클레인과 존 브랑카는 준비된 성명에서 "이것이 마이클 잭슨이 투어에 붙인 이름 때문에 가사가 적절했기 때문"이라며 "발표하게 되어 기쁘다"고 말했다.

## 같이 보기
- 마이클 잭슨의 죽음